# Fourche de Clarabide
Pour les articles homonymes, voir Clarabide (homonymie).
La fourche de Clarabide (en espagnol forca de Clarabide) est un sommet des Pyrénées situé sur la frontière franco-espagnole entre les Hautes-Pyrénées, en région Occitanie, et la province de Huesca dans la communauté d'Aragon, qui culmine à 2 949 ou 2 853 mètres d'altitude dans le massif de Perdiguère.

## Toponymie
Fourche est un nom féminin gascon /hurketɵ/, dérivé de hourque, du latin furca. L'idée de fourche est un passage en « V », en principe plus resserré qu'un col et moins marqué qu'une brèche.

## Géographie
Il est situé entre le département des Hautes-Pyrénées en vallée du Louron dans le vallon d'Aygues Tortes sur la commune de Loudenvielle et la vallée de Chistau en Espagne.

### Topographie
Il est situé au sud de la montagne de Pouchergues, à l'est du port de Clarabide, à l'ouest des pics de Clarabide et au sud de la montagne de Pouchergues. Il surplombe le lac de Clarabide à l'est.

### Hydrographie
Le sommet délimite la ligne de partage des eaux entre le bassin de la Garonne côté nord, qui se déverse dans l'Atlantique, et le bassin de l'Èbre, qui coule vers la Méditerranée côté sud.

## Voies d'accès
Côté français on peut y accéder au départ du pont du Prat à la centrale hydroélectrique de Tramezaygues, il faut traverser les gorges de Clarabide par un chemin très escarpé jusqu'à la construction d'un chemin plus sûr construit par les Ponts et Chaussées, et rejoindre le refuge de la Soula. De là prendre le sentier le long de la Neste de Clarabide jusqu'au lac de Pouchergues jusqu'à la bifurcation de la cabane de Prat Caseneuve vers le lac de Clarabide à l'est de la fourche.

## Protection environnementale
Le sommet fait partie d'une zone naturelle protégée, classée ZNIEFF de type 2 : vallée du Louron.